# Nerik
Nerik (hetitsko Nerikka)  je bil v bronasti dobi naselje severno od hetitskih prestolnic Hatuše in Šapinuve.  Hetiti so ga imeli za sveto mesto, posvečeno bogu groma, sinu arinske boginje sonca Vurušemu. Boga vremena, odgovornega za dež, so povezovali ali istovetili z goro Zelijanu v bližini mesta.
Iz hatskega čarovnega besedila na tablici CTH 737, odkriti v Hatuši, je razvidno, da jke Nerik kot Narak ustanovilo hatsko govoreče ljudstvo.   Pod Hatušilijem I. so mesto zavzeli nezijsko govoreči Hetiti. Uvedli so spomladansko praznovanje Puruli v čast njihovega boga groma, na katerem so recitirali mit o uboju kačastega zmaja Ilujanke. 
Pod Hantilijem I. je bil Nerik porušen in Hetiti so Purulijevo praznovanje prestavili v Hatušo. Med vladanjem Tudhalije I. so Nerik zasedli barbarski Kaski, katere so Hetiti obtožili za prvo uničenje mesta.
Med vladanjem Muvatalija II. je njegov brat, guverner Hatušili III., osvojil Nerik in ga obnovil. Za vrhovnega svečenika je imenoval svojega prvorojenca Nerikailija. Ko je na prestol prišel Muvatalijev sin Muršili III., je poskušal Hatušilija III. zamenjati z novim guvernerjem. Hatušili III. se je temu uprl in sam postal hetitski kralj. 
Po padcu Hetitskega kraljestva okoli leta 1200 pr. n. št. je Nerik izginil iz zgodovinskih zapisov.

## Izkopavanja
Leta 2005 sta Rainer Maria Czichon in Jörg Klinger s Svobodne univerze Berlin začela izkopavati Oymaağaç Höyük na desnem bregu reke Kızılırmak, 7 km severozagodno od Vezirköprüja. Na tem najbolj severnem delu hetitskega ozemlja sta odkrila tri fragmente glinastih tablic in bulo s pečati pisarja Sarinija. Odkrila sta tudi omembo gora, kjer je bil Nerik, in oblike, značilne za hetitsko spomeniško arhitekturo.
Po Czichonu, ki je trenutno na fakulteti za arheologijo Univerze Uşak, sta s Klingerjem izkopala veliko kamna in ostanke statev. Na bližnjem polju Tavşan sta odkrila orodje za rudarjenje bakrove rude. Največjo zgodovinsko vrednost so imele tablice s klinopisnim besedilom, ki so dokazale, da gre za Nerik. Med najdbami so bila tudi orodja, srebrni pladnji in zlati amuleti iz svetišča neznanega boga.